# Pedro Navarro
Pedro Navarro (Navarra, 1460 körül – 1528. augusztus 28.) spanyol hadmérnök és tábornok, Oliveto grófja. Részt vett a cambriai‑i liga háborúiban.
Navarrában született, korai életéről keveset tudunk, katonai pályafutását 1485-ben kezdte Aragóniai János bíboros szolgálata alatt. Harcolt Itáliában a berber kalózok ellen, mint condottieri (zsoldosvezér). 1500‑ban Gonzalo Fernández de Córdoba szolgálatában részt vett Kefalonia ostromában, amelyet az ottomán uralom alól szabadítottak fel. Itt az aknászok irányítójaként jelentősen hozzájárult a török erőd elestéhez. 
Ezután Nápolyba ment, 1502-ben Canosát, 1503‑ban pedig Tarantót védte meg sikeresen a francia ostromlóktól. Még ugyanebben az évben nagy szerepet játszott a spanyolok oldalán a gariglianói győzelem kivívásában, ennek elismeréseképpen kapta az Oliveto grófja címet. Ezután ismét a törökök ellen fordult; egy expedíciós hadjárat során személyesen vezette a spanyol hadsereget Bejaja, Algír, Tunisz és Tripoli ellen (1510). A sikeres észak-afrikai harcok után visszatért Itáliába, itt ismét a franciák ellen küzdött. Erőfeszítései ellenére 1512-ben a ravennai csatában serege vereséget szenvedett, maga pedig francia fogságba került. 
II. Ferdinánd aragóniai király hajlandó volt váltságdíjat fizetni érte, de Navarro mégis átlépett I. Ferenc francia király szolgálatába. 1515-1516‑ig részt vett Milánó ostromában, a marignanói csatában pedig a svájci zsoldos hadak ellen harcolt. 1523‑ban, amikor a spanyolok elfoglalták Genovát, Navarro spanyol fogságba esett, de a madridi békeszerződés (1526. január 14.) értelmében szabadon engedték. Miután a spanyoloknál és az olaszoknál is kegyvesztetté vált, végleg visszatért a franciák oldalára. 1527‑ben Itáliában ismét spanyol hadifogságba esett, a rákövetkező évben a nápolyi Castel Nuovo börtönében vesztette életét, állítólag egy párnával fojtották meg.

## Fordítás
- Ez a szócikk részben vagy egészben  a   Pedro Navarro, Count of Oliveto című angol Wikipédia-szócikk fordításán alapul.  Az eredeti cikk szerkesztőit annak laptörténete sorolja fel. Ez a jelzés csupán a megfogalmazás eredetét és a szerzői jogokat jelzi, nem szolgál a cikkben szereplő információk forrásmegjelöléseként.